# Noaptea în care-a erupt timpul
„Noaptea în care-a erupt timpul” (în engleză „The Night That All Time Broke Out”) este o povestire științifico-fantastică din 1967 scrisă de Brian Aldiss. A apărut prima dată în 1967 în volumul Viziuni periculoase (în engleză Dangerous Visions) editat de Harlan Ellison. În limba română volumul și povestirea au apărut la Editura Trei, în anul 2013.

## Prezentare
Povestea prezintă o lume viitoare în care timpul în sine poate fi concentrat într-o substanță care este inhalată și folosită ca drog, determinând utilizatorul să regreseze temporar la o perioadă de timp anterioară. Are loc o explozie la fabrica care produce gazul respectiv, provocând o regresie răspândită a civilizației (deși nu este clar în ce măsură).

## Legături externe
- en  Istoria publicării lucrării Noaptea în care-a erupt timpul la Internet Speculative Fiction Database

## Vezi și
- 1967 în științifico-fantastic

Format:Brian Aldiss